# Acestrorhynchus
Acestrorhynchus is een geslacht van straalvinnige vissen uit de familie van de spilzalmen (Acestrorhynchidae).

## Soorten
- Acestrorhynchus abbreviatus (Cope, 1878)
- Acestrorhynchus altus Menezes, 1969
- Acestrorhynchus britskii Menezes, 1969
- Acestrorhynchus falcatus (Bloch, 1794)
- Acestrorhynchus falcirostris (Cuvier, 1819)
- Acestrorhynchus grandoculis Menezes & Géry, 1983
- Acestrorhynchus heterolepis (Cope, 1878)
- Acestrorhynchus isalineae Menezes & Géry, 1983
- Acestrorhynchus lacustris (Lütken, 1875)
- Acestrorhynchus maculipinna Menezes & Géry, 1983
- Acestrorhynchus microlepis (Jardine, 1841) – Dagufisi
- Acestrorhynchus minimus Menezes, 1969
- Acestrorhynchus nasutus Eigenmann, 1912
- Acestrorhynchus pantaneiro Menezes, 1992